# Списак владара Шпаније

## Периоди пре настанкаКраљевине Шпаније
- Визиготски краљеви
- Владари Астурије
- Владари Кастиље
- Владари Леона
- Владари Галиције
- Владари Арагона
- Владари Наваре
- Владари Валенсије
- Владари Мајорке
- Грофови Барселоне

## Династија ТрастамараиХабзбуршка династија
- (1516-1555) Хуана I од Кастиље и Филип I од Кастиље

## Хабзбуршка династија
- (1516-1556) Карло I од Шпаније и Изабела од Португала
- (1556-1598) Филип II од Шпаније и Марија Мануела од Португала — Марија Тјудор — Изабела де Валоа — Ана од Аустрије
- (1598-1621) Филип III од Шпаније и Маргарита од Аустрије
- (1621-1665) Филип IV од Шпаније и Изабела Бурбонска — Маријана од Аустрије
- (1665-1700) Карло II од Шпаније и Марија Лујза од Орлеанса — Марија Ана од Нојбурга

## Бурбонска династија
- (1700-1724) Филип V од Шпаније и Марија Лујза Габријела од Савоје — Изабела де Фарнесио
- (1724) Луис I од Шпаније и Лујза Изабела од Орлеанса
- (1724-1746) Филип V од Шпаније и Изабела де Фарнесио
- (1746-1759) Фернандо VI од Шпаније и Марија Барбара од Португала
- (1759-1788) Карло III од Шпаније и Марија Амалија од Саксоније
- (1788-1808) Карло IV од Шпаније и Марија Лујза од Парме

## Династија Бонапарте
- (1808-1813) Жозеф Бонапарта и Јулија Клари

## Бурбонска династија
- (1813-1833) Фернандо VII од Шпаније и Марија Изабела од Португалије — Марија Јозефа од Саксоније — Марија Кристина Бурбонска
- (1833-1868) Изабела II од Шпаније и Франсиско де Асис Бурбонски

## Династија од Савоје
- (1870-1873) Амадео I од Шпаније и Марија Виторија дел Поцо дела Чистерна

## Бурбонска династија
- (1874-1885) Алфонсо XII од Шпаније и Марија де лас Мерседес од Орлеанса — Марија Кристина од Хабзбурга
- (1886-1931) Алфонсо XIII од Шпаније и Викторија Еухенија од Батенберга
- (1975-2014) Хуан Карлос I од Шпаније и Софија од Грчке
- (2014-данас) Фелипе VI од Шпаније и Летисија од Шпаније